# Dragets skola
Dragets skolhus är en tidigare svensk skolbyggnad i Hjälmseryds socken i Sävsjö kommun.
Dragets skola användes till in på 1950-talet. Den ligger omkring tre kilometer söder om Rörvik. 
Ingången leder till en förstuga. Innanför denna finns skolbyggnadens enda klassrum. I detta fanns plats för 20-30 elever. Det fanns i skolsalen en kamin, som värmde hela huset. I byggnaden fanns också ett lärarrum och ett förvaringsrum för läromedel. Den hade samma utseende och storlek som skolan i Åkaköp nordväst om Vrigstad, som byggdes 1867.